# VP (вещество)
Ви-пи — боевое отравляющее вещество нервно-паралитического действия. Является необычным представителем группы V-газов, поскольку в отличие от них не содержит серы. VP разрабатывался как перспективное вещество и никогда не производился в промышленных масштабах.